# 汪祥春
汪祥春（1918年—2011年11月2日），男，浙江黄岩人，中国工业经济学家，曾任东北财经大学教授、博士生导师。